# Eva Mosbacher
Eva Mosbacher (* 22. Oktober 1926 in Nürnberg; † 10. November 1963 in London) war eine deutsche Krankenschwester, die 1947 die britische Staatsangehörigkeit annahm. Als zwölfjähriges jüdisches Mädchen kam sie mit dem Kindertransport nach England und überlebte dort als Pflegekind den Holocaust.

## Leben
Eva Mosbacher kam als zwölfjähriges jüdisches Kind im Mai 1939 mit dem Kindertransport von Nürnberg nach England und fand Aufnahme bei zwei englischen Pflegemüttern nahe Cambridge.
Ihre Eltern, Hedwig und Otto Mosbacher, zogen Anfang November 1939 von Nürnberg nach Meiningen. Ihre verzweifelten Bemühungen, aus Deutschland auszureisen, scheiterten. Seit August 1938 standen sie auf der US-Warteliste der Visumantragsteller. Bereits bezahlte Schiffsplätze für November 1940 und Oktober 1941 mussten sie mangels Visa für die USA absagen. Drei Jahre konnte Eva Mosbacher Briefkontakt zu ihren Eltern halten und hoffte, bald wieder mit ihnen zusammenleben zu können. Das letzte Schreiben von Hedwig und Otto Mosbacher an ihre Tochter stammt vom 3. Mai 1942. Am 10. Mai 1942, genau drei Jahre nach Evas Kindertransport, wurden ihre Eltern zusammen mit 511 weiteren Thüringer Juden von Weimar in das Ghetto Bełżyce bei Lublin deportiert. Beide wurden Opfer des NS-Massenmordes. Daran erinnern in Meiningen Stolpersteine.
Eva Mosbacher nahm im Juni 1947 die britische Staatsangehörigkeit an. Sie machte ihre Ausbildung zur Krankenschwester am Addenbrooke’s Krankenhaus in Cambridge und am North Cambridgeshire Krankenhaus in Wisbech und lebte anschließend in Wimbledon. Mit 37 Jahren nahmen ihre Depressionen überhand und sie setzte ihrem Leben am 10. November 1963 in einem Londoner Hotel ein Ende.
In der durch das Bundesfamilienministerium geförderten Wanderausstellung „Wenn ihr hier ankommt.... Schicksal einer jüdischen Familie zwischen Kindertransport und gescheiterter Emigration“" dokumentiert der Meininger Richter und Autor Christoph Gann das Schicksal von Eva Mosbacher und ihrer Familie.Christoph Gann: „War in Meiningen von Kindes Beinen an bekannt“. Meininger Bündnis für Demokratie und Toleranz, 24. September 2012, archiviert vom Original am 8. Januar 2014; abgerufen am 30. Mai 2024 (original Meininger Tageblatt). Die Ausstellung stellt die drei Jahre von Evas Ankunft in England bis zur Deportation ihrer Eltern aus dem Erleben des Mädchens dar. Sie wurde bis 7. Juli 2013 in der Gedenkstätte der früheren Synagoge Urspringen gezeigt. Zum 50. Todestag von Eva Mosbacher wurde die Ausstellung im Oktober/November 2013 in der Ehrenhalle des Nürnberger Rathauses gezeigt. Am 15. Januar 2014 wurde sie im Landtag von Rheinland-Pfalz eröffnet; im Frühjahr 2017 ist sie am Erfurter Erinnerungsort Topf & Söhne zu sehen.